# João Silva (football, 1990)
Pour les articles homonymes, voir João Silva, Pedro, Pereira et Silva.
João Pedro Pereira Silva, né le 21 mai 1990 à Vila das Aves, Santo Tirso, est un footballeur portugais.
Il évolue au poste d'attaquant.

## Carrière
João Pedro Pereira Silva est formé au Clube Desportivo das Aves où il commence sa carrière professionnelle lors de la saison 2009-2010 en deuxième division. 
Silva joue successivement dans les équipes suivantes : Everton FC, FC Bari 1908, Vitória Futebol Clube, US Città di Palermo, CD Aves, UD Leiria, PFK Levski Sofia, Futebol Clube Paços de Ferreira et US Avellino depuis 2016.
Il joue 4 matchs en Ligue Europa avec le PFK Levski Sofia
Il est sélectionné en 2009 en équipe du Portugal des moins de 20 ans et la saison suivante en équipe du Portugal espoirs.